# James Crawford Angel

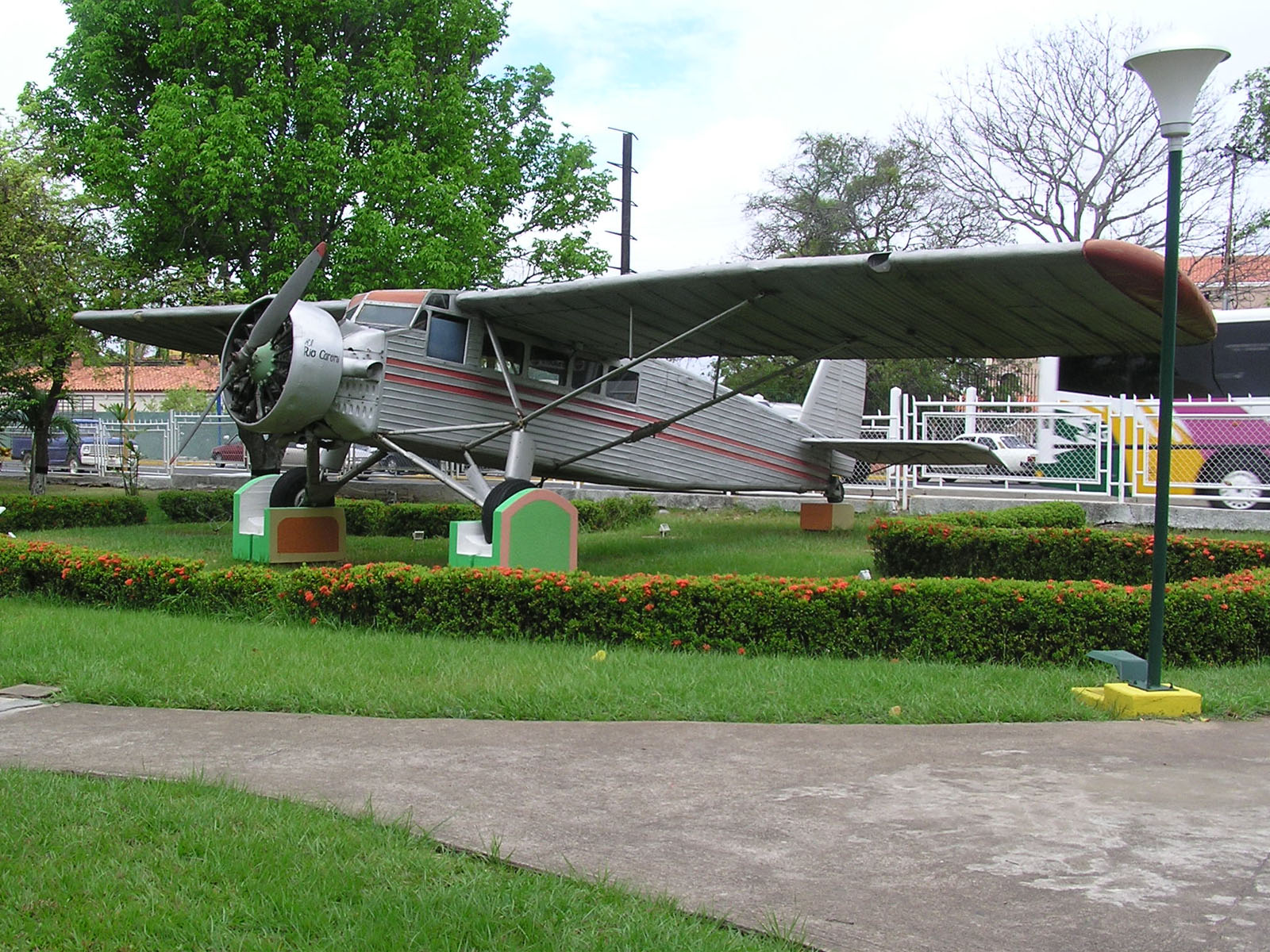
Rèplica de l'avioneta emprada per en Jimmie Angel durant el descobriment del Salt Ángel.

James Crawford Angel Marshall (Missouri, Estats Units, 1 d'agost de 1899 - Panamà, 8 de desembre de 1956), més conegut com a Jimmy Angel, fou un explorador i aviador estatunidenc, a qui s'atribueix la notícia de l'existència del Salt Àngel, a Veneçuela.
Entre les seves fites hi ha la d'haver aterrat al cim de l'Auyantepui el 1937, i a més a més, la cascada més gran del món rep el seu nom en el seu honor.